# Оріхівський ґебіт
Орі́хівський ґебі́т, окру́га Орі́хів (нім. Kreisgebiet Orechow) — адміністративно-територіальна одиниця генеральної округи Дніпропетровськ Райхскомісаріату Україна з центром в Оріхові.

## Історія
Ґебіт утворено опівдні 1 вересня 1942 року на території Запорізької області у зв'язку з розширенням меж генеральної округи Дніпропетровськ унаслідок приєднання до останньої тієї частини Запорізької області, яка не ввійшла до складу новоствореної генеральної округи Таврія.  
Ґебіт поділявся на 3 райони: район Гуляйполе (нім. Rayon Guljai Pole), район Новозлатопіль (нім. Rayon Nowo Slatopol) і район Оріхів (нім. Rayon Orechow) — які збігалися межами з трьома довоєнними радянськими районами: Гуляйпільським, Новозлатопільським і Оріхівським.
19 вересня 1943 року радянські війська відвоювали Оріхів . 